# 横井也有
横井 也有（よこい やゆう）は、江戸時代の武士、国学者、俳人。

## 経歴
元禄15年（1702年）、尾張藩で御用人や大番頭を務めた横井時衡の長男として生まれる。幼名は辰之丞、通称は孫右衛門といった。諱は時般（ときつら）、俳号は野又・野有、後に也有。別号に永言斎・知雨亭など。横井氏は北条時行の流れを組む家柄と称する。
1727年（享保12年）26歳にして家督を継いだ後、1741年（寛保元年）大番頭兼用人となり、1748年（寛延元年）寺社奉行を兼ねる。多芸多趣味な人物として知られ、俳諧・俳文・武芸・平家琵琶・謡曲・書画・詩歌・狂歌など、あらゆる芸能に通じていた。儒学も深く修めた。
俳諧は各務支考の一門である武藤巴雀、太田巴静らに師事。その影響で、句には美濃派の影響が大きい。俳文で最も早い作品は27歳の時に著した「訪以之辞」で、発句の初出は33歳の時に刊行された巴静編『木の本』である。也有の句は川柳と似ており、前句付の影響が指摘される。同じ尾張藩士で絵師として知られた内藤東甫とは俳画で度々合作しているほか、東甫による也有の肖像画なども残る。
元禄赤穂事件について、『野夫談』では「吉良殿は切り懸かられても手出しもせず、相手の切腹も願はれもせねば、仇とせぬは知れたこと」と吉良は長矩の仇などでなく恩人だという極論を述べている。

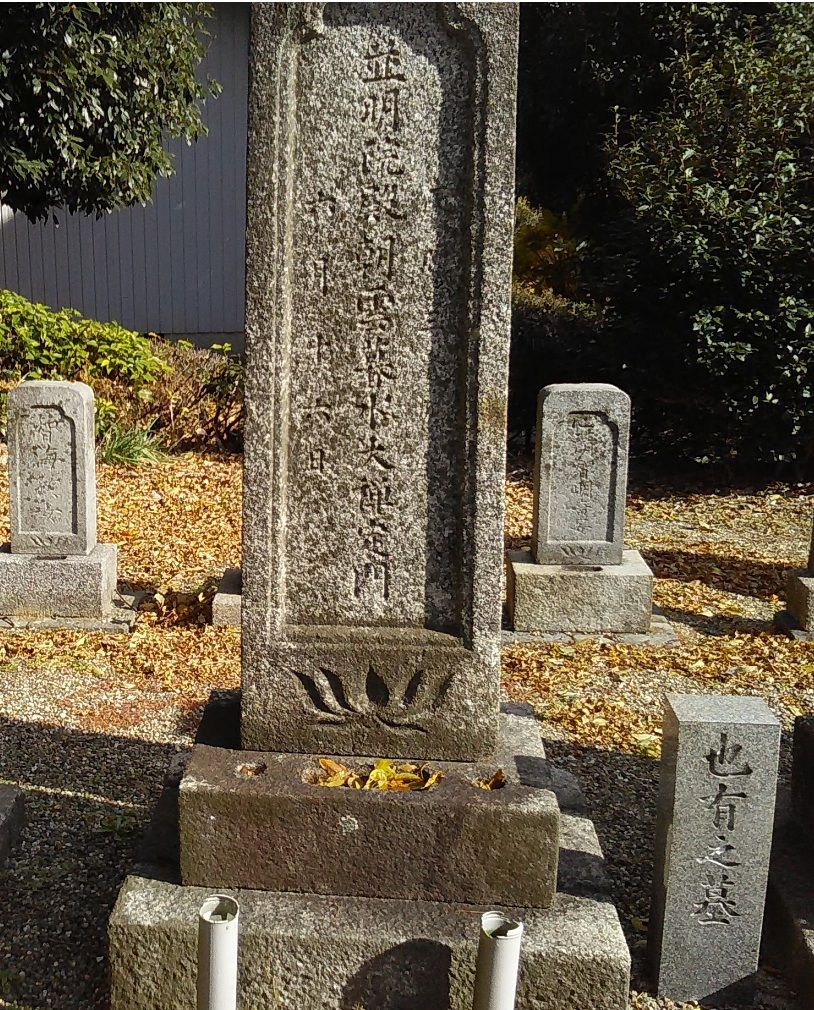
横井也有の墓(愛西市西音寺)

1754年（宝暦4年）、53歳にして病を理由に隠居した後は、前津（現在の中区上前津一丁目）の草庵・知雨亭に移り住み、天明3年（1783年）に82歳で没するまで、俳文、漢詩、和歌、狂歌、茶道などに親しむ風流人として暮らした。隠居後も吉見幸和・松平君山・堀田六林などと交わった。

## 横井也有と大田南畝
也有の『鶉衣』は大田南畝により刊行されているが、その経緯について南畝は『鶉衣』の序文に記している。安永の初め頃、たまたま長楽寺に立ち寄った南畝はそこで也有の「借物の弁」を目にし、「余りに面白ければ写し帰」ったという。それ以降、尾張出身者に会う度に也有のことを尋ね、漸くその著作を目にする機会が訪れたが、その時すでに也有は亡くなっていた。南畝は也有の作品がこのまま埋もれてしまうのは惜しいと思い、自らの手で刊行することとした。こうして『鶉衣』が世に出ることになったのである。

## 健康十訓
横井也有が提唱したとされる健康になるための十訓（中国にも健康十訓が存在）。
一.少肉多菜
二.少酒（または少糖）多果
三.少車多歩
四.少欲多施
五.少衣多浴
六.少煩（または少憂）多眠
七.少言多行
八.少塩多酢
九.少食多噛
十.少憤多笑

## 著作
- 『鶉衣』（俳文集）
- 『蘿葉集』『漏桶』『垤集』（独吟連句）
- 『管見草』『美南無寿比』（俳論）
- 『蘿隠編』（漢詩文）
- 『行々子』（狂歌集）

『鶉衣』に記された也有の句のひとつ「化物の正体見たり枯尾花」は「幽霊の正体見たり枯尾花」と変化して広く知られている。